# Ланксес арена
Ланксес Арена (оригинални назив КелнАрена, немачки за Колоњ Арена) је вишенаменска дворана која се налази у Келну у Немачкој. Позната је по капацитету који износи 18.500 места. Дворана је отворена 1998. године и може да прими и до 20.000 посетилаца на концертима. Са капацитетом од 18.500 места, то је највећа дворана за хокеј на леду ван Северне Америке.
Ова дворана је домаћи терен за Келнер Хаје (хокеј на леду), ВФЛ Гумерсбах (рукомет), Келн РајнСтарс (кошарка) и као дворана за концерте.
Арена је покривена челичним луком који подржава кров преко челичних каблова. Висина лука је 76 m (249 ft), а његова тежина је 480 тона.
Дана 2. јуна 2008, било је обавештено да ће КелнAрена променити име у Ланксес Арена у времену од 10 година. Спонзор, Ланксес АГ, је специјална хемикална група која се налази у Ланксес торњу у Келну.
У септембру 2022. године дворана је била домаћин групе Б Европског првенства у кошарци 2022.
У јануару 2024. године у дворани су игране утакмице Европског првенства у рукомету за мушкарце.